# Li Chunji
Li Chunji (ur. 16 lutego 1983) – chiński zapaśnik w stylu klasycznym. Zdobył brązowy medal w mistrzostwach Azji w 2001. Siedemnasty w mistrzostwach świata w 2002 roku.